# Dattatreya

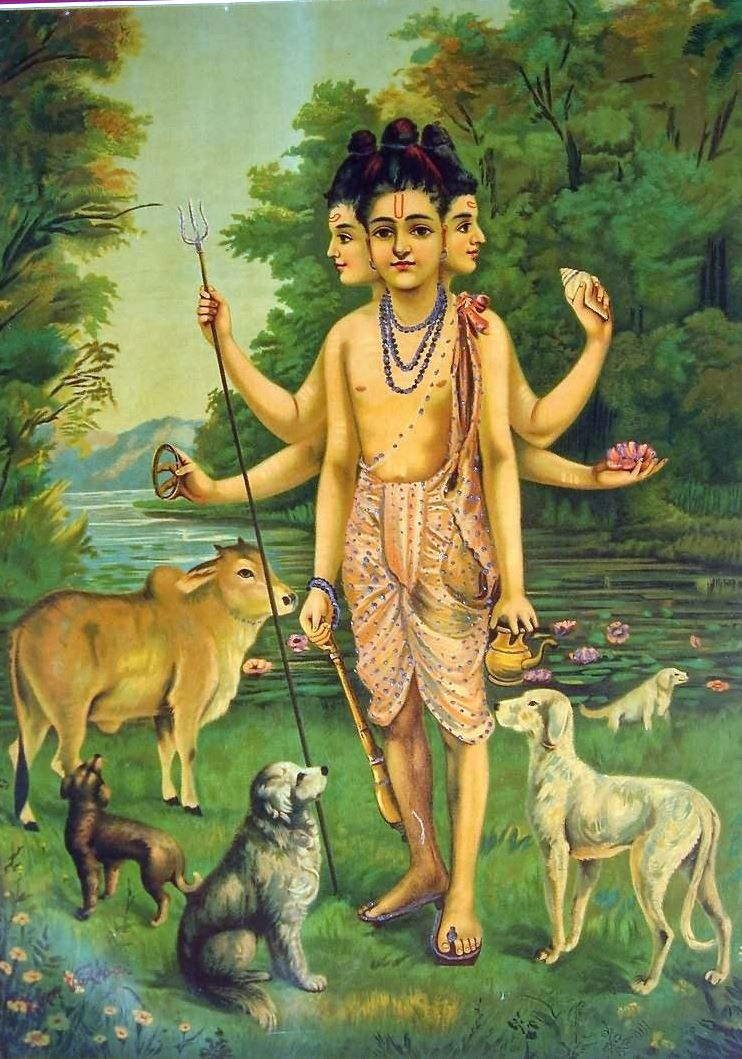
Dattatreya incarnazione della Divina Trinità Brahma, Vishnu e Shiva. Dipinto da Raja Ravi Verma

Dattatreya (devanāgarī दत्तात्रेय}, Dattātreya) o Datta  è considerato dagli induisti essere un'incarnazione della Divina Trinità: Brahmā, Visnù e Shiva. La parola Datta significa "dato", Datta si chiama così perché le tre divinità hanno "dato" se stessi sotto forma di un figlio per la coppia di saggi Atri e Anasuya. Quindi il nome "Atreya" deriva dal fatto che egli è il figlio di Atri. Nella tradizione Nath, Dattatreya è riconosciuto come un Avatar o incarnazione del Signore Krishna e come Adi-Guru (Maestro Primordiale) dell'Adinath Sampradaya dei Nathas. Egli incarna quindi tutte le qualità del principio del maestro.

## Vita

### Nascita
Il saggio Narada aveva molto elogiato la pativratyam (Devozione verso suo marito) di Anusuya proprio davanti alle consorti di Brahmā-Visnù-Shiva rendendole gelose di lei. Per cui esse richiesero ai loro mariti di ridurre la sua pativratyam. 
Brahma, Vishnu e Shiva andarono in visita da Anusuya come ospiti quando il marito Atri non era a casa e le chiesero di servir loro del cibo. Quando lei acconsentì alla loro richiesta, essi aggiunsero che non avrebbero accettato la sua elemosina a condizione che li avesse serviti senza abiti addosso. 
Anusya cadde preda di un dilemma: se si fosse presentata senza vestiti davanti ad altri uomini, la sua pativratyam sarebbe stata degradata! Ma se avesse rifiutato, questo sarebbe stato un grave disonore per gli ospiti ed essi avrebbero potuto portar via tutto il potere di Atri. Ella comprese che i tre ospiti che le avevano fatto una così strana richiesta non potevano essere persone comuni, perché stavano cercando di metterla in una situazione delicata.
Così Anusya pregò suo marito nel cuore e disse che lei non aveva alcuna paura a servire i suoi ospiti senza vestiti, perché non era affetta da lussuria. Inoltre, siccome i suoi ospiti le avevano elemosinato del cibo dicendo "Bhavati Bhiksham Dehi" (O Madre! Dacci del cibo!), indirettamente l'avevano chiamata "madre". Così ella decise che li avrebbe considerati come suoi figli e li avrebbe serviti come richiesto.
Grazie alla sua estrema purezza, mentre Anusya andò a servire il cibo, le tre deità divennero dei bambini piccoli e i suoi seni cominciarono a produrre latte. Ella li nutrì e li mise a letto in una culla.
Quando Atri tornò a casa, venne a conoscenza della storia e lodò i tre dei che dormivano nella culla. Essi si svegliarono nella loro forma originale ed elogiarono la pativratyam di Anasuya e le concessero una benedizione. Anusya richiese che loro tre nascessero come suoi figli — l'incarnazione di Shiva, Vishnu e Brahma come il saggio Durvasa, Dattareya e il dio della luna Chandra.
Nel Mahābhārata, Dattatreya è riferito essere appartenente alla famiglia di Atri, piuttosto che essere il figlio di Atri.  L'Shishupal Vadha (esecuzione di Shishupala) del poeta Māgha anche riferisce (14.79) che Dattatreya apparteneva all'albero della famiglia di Atri e non era suo figlio.